# Wigswid
Wigswid (auch Uuigsuid) war die zweite Äbtissin des Damenstifts Geseke. Sie wird 986 als solche genannt.

## Leben
Sie stammte aus der Familie der Haholde und war wohl Tochter Graf Haholds. Sie war Nichte ihrer Vorgängerin Wichburga. Über sie ist kaum etwas überliefert. Sie wird in einem Immunitätsprivileg Kaiser Ottos III. von 986 genannt. Dieser übertrug ihr auch das freie Wahlrecht für ihre Nachfolgerinnen. Das Privileg ist wahrscheinlich ein privater Gunstbeweis im Zusammenhang mit der Bewirtung Kaiserin Theophanus. Die Äbtissin des an der Königsstraße liegenden Stifts hat oft Gastungspflichten für Mitglieder der Königsfamilie erfüllen müssen.